# Thommo Reachea IV
Thommo Reachea IV (1706-1747) prince Ang Em, roi du Cambodge  en 1747 sous le nom de « Sri Dharmaraja IV ».

## Biographie
Fils aîné du roi Thommo Reachea III, il devient roi à 42 ans après la mort de son père en 1747. Il est assassiné peu après par son plus jeune frère le prince Ang Hing qui voulait monter sur le trône. Les Mandarins et les Brahmanes indignés par ce crime écartent le fratricide et  choissent comme roi le prince Ang Tong, un fils de l'ancien roi Outey Ier et oncle du souverain assassiné.

## Sources
- Achille Dauphin-Meunier, Histoire du Cambodge, Que sais-je ? N° 916, P.U.F 1968.